# Notiophygus refertus
Notiophygus refertus is een keversoort uit de familie Discolomatidae. De wetenschappelijke naam van de soort is voor het eerst geldig gepubliceerd in 1963 door John.